# دار موسد (الرضمة)

تعديل مصدري - تعديل

(دار موسد) محلة تابعة لقرية موسد، التابعة لعزلة يحير بمديرية الرضمة إحدى مديريات محافظة إب في الجمهورية اليمنية.، بلغ تعداد سكانها 85 حسب تعداد اليمن لعام 2004.